# Боличево (Гагарінський район)
Боличево (рос. Болычево) — присілок Гагарінського району Смоленської області Росії. Входить до складу Ашковського сільського поселення.

## Географія
Присілок розташований в північно-східній частині області, за 2 км на північ від міста Гагаріна, за 9 км на північ від автодороги М1 «Білорусь», на березі річки Алешні. За 5 км на південний захід від села розташована залізнична станція Гагарін на лінії Москва — Мінськ.

## Історія
У роки німецько-радянської війни присілок був окупований німецькими військами у жовтні 1941 та звільнений у березні 1943 року.